# Famille de Kesling
La famille de Kesling de Berg (ou Keßling von Bergen en allemand) est une famille subsistante de la noblesse allemande.

## Histoire
Selon Ernest Lehr, dans l'Alsace noble : « La famille de Kesling de Berg porte le titre de Baron depuis une époque très-reculée. Elle est originaire de l'électorat de Trèves, et a fourni plusieurs officiers supérieurs aux armées impériales. Au dix-huitième siècle, elle est venue se fixer en Alsace; une partie de ses membres y résident encore, tandis que les autres se sont établis en Bavière, où ils ont été investis de hautes fonctions. »

## Titre et armes
Les Kesling de Berg portent le titre de Freiherr qui signifie littéralement « homme libre » ou « seigneur libre » et correspond au titre français de baron. L’épouse du Freiherr est appelée Freifrau ; une fille de Freiherr est appelée Freiin (forme abrégée de Freiherrin). 
Les Kesling portent : d’azur à la bande de gueules accompagné en chef d'un pélican d'argent s'ouvrant à la poitrine pour nourrir ses petits. Cimier : un pélican s'ouvrant à la poitrine pour nourrir ses petits.

## Généalogie
I. Chrétien-Frédéric-Auguste de Kesling de Berg (1574 - ), baron et colonel du régiment impérial de Pappenheim (Bavière). Marié à Christine-Catherine de Gemmingen, dont il eut au moins:
II. Frédéric-Auguste de Kesling de Berg (1598 - ), baron, lieutenant-colonel du régiment impérial de Montfort et commandant de la forteresse de Hohentwiel (Bade-Wurtemberg). Marié à Anne-Catherine de Reitzenstein, dont il eut au moins:
III. Jean-Frédéric de Kesling de Berg (1627 - ), baron et lieutenant-colonel au service d’Autriche. Marié avec Marie-Anne de Gosen (ou Gossen), dont il eut au moins:
IV. Philippe-Charles-René de Kesling de Berg (1667 - 1743), baron et colonel au régiment Royal-Allemand au service de France. Marié le 11 novembre 1717 à Louise-Sophie Reichsfreiin de Bettendorf, dont il eut :
- Sophie-Philippine-Christiane (1719 - ) ;
- Frédéric-Charles-Louis, qui suit.

V. Frédéric-Charles-Louis de Kesling de Berg (Sarrebrück, Sarre; 1728 - Sarreguemines; 1807), baron, capitaine de cavalerie au service de France et chevalier de Saint-Louis. Incarcéré à la révolution (ca. 1793). Marié à Christine-Louise-Caroline Reichsfreiin de Bettendorf, dont il eut:
- Charles-Louis-Philippe (Sarrewerden; 1763 - Munich, Bavière; 1843), baron, chevalier de Malte, chambellan, grand-écuyer et conseiller intime du roi de Bavière, citoyen d'honneur de la ville de Nuremberg, seigneur de Wildenberg (Niederbayern), membre de la délégation bavaroise au congrès de Vienne, grand-croix des ordres de Bavière, de Saxe, de Bade, d'Autriche, de Grèce, etc. Marié en 1801, à Louise ( - 1830), baronne de Wangenheim.
- Chrétien-Frédéric-François (Sarrewerden; 1766 - Wrocław, Pologne; 1807), lieutenant-colonel au service de Bavière.
- Henri-Frédéric-René (Sarrebrück, Sarre; 1772 - Heidelberg, Bade-Wurtemberg; 1808), inspecteur des eaux et forêts au service de Bade. Admis en 1804 à la Noble société des lignages d'Alten Limpurg de Francfort[2]. Marié en 1802 à Frédérique-Sophie-Françoise ( - 1805), baronne de Glauburg; dont il eut un enfant mort en bas âge. Puis remarié en 1806 à Louise-Sophie-Christine-Elisabeth, baronne de Gemmingen-Guttenberg; dont il eut :
  - Ida-Louise (Heidelberg; 1807 - Munich; 1877), dame de Saint-Anne. Mariée en 1834 à Constantin de Redwitz (1804 - 1850), baron, lieutenant-colonel et chambellan bavarois ;
  - Charles-Henri-Posthume (1808 - 1833), cadet dans un régiment de cuirassiers bavarois. Il meurt dans un duel.

Puis avec Gertrude (Erstein; 1853 - ), fille de Jacques Schneider dit de Schneider, et de Madeleine Schwark, dont il eut :
- Louis-Charles, qui suit.

VI. Louis-Charles-Frédéric de Kesling de Berg (Lille; 1788 - Krafft; 1868), baron, colonel de lanciers, officier de la Légion d’honneur, chevalier de Saint-Louis, médaillé de Sainte Hélène, trésorier des hussards du Haut Rhin (en 1818). Marié le 20 octobre 1818 à Gerstheim avec Marie-Louise-Pauline (Gerstheim; 1799 - Erstein; 1870), fille de Jean-Louis II de Bancalis de Pruynes, baron, artilleur pour le prince de Condé et partisans du duc d’Enghien, et de Louise de Bénaste de Sanlèque, dont il eut :
- Louis-Henri-Charles (Gerstheim; 1819 - Munich; 1901), baron, gentilhomme de la chambre du roi de Bavière (kammerjunker) et seigneur de Wildenberg (Niederbayern)[3]. Marié le 12 septembre 1849 à Munich (Bavière) avec Adélaïde de Perfall (Munich; 1828 - Munich; 1906), baronne et dame de Saint-Anne; dont il eut :
  - Emmanuel-Maximilien-Marie-Joseph-Anton-Francis-Charles (Munich; 1850 - Basing; 1924), baron et seigneur de Wildenberg (Niederbayern). Marié avec Marie Hafner (Munich; 1852 - Wildenberg; 1922), d'où:
    - Emmanuel II (1879 - 1902)
    - Carole-Adélaïde-Elisabeth-Marie-Paula (Regensburg; 1889 - ), mariée le 12 août 1920 à Wildenberg avec Martin Maher, docteur en médecine.
    - Elisabeth-Marie-Auguste-Adélaïde-Emmanuelle (Wildenberg; 1891 - ), mariée le 17 juillet 1909 à Munich avec Wilhelm Reissner.
    - Marie-Emmanuelle (Wildenberg; 1899 - ), mariée le 28 juin 1923 à Wildenberg avec Ferdinand Bwerenz.

  - Charles-Louis (1851 - 1900)
  - Alfred-Marie-Joseph-Anton (Wildenberg; 1854 - 1929), baron, seigneur de Wildenberg (Niederbayern), generalleutnant (général de division) bavarois et oberleutnant (lieutenant) de l’Hartschiere (garde du corps du roi). Marié le 28 juin 1887 à Vienne avec Alice von Bongrass (Agram; 1863 - ).
    - Alix-Amalie-Marie-Josèphe-Adélaïde-Madeleine (Würzburg; 1889 - 1967), dame de Wildenberg (Niederbayern).

  - George-Marie-Joseph-Maximilien (1860 - 1860)
  - Marie (Munich; 1864 - 1919)
  - Marie-Josèphe-Elisabeth-Paula (Munich; 1864 - 1936), jumelle de Marie. Dame de Saint-Anne.
- Maximilien-Auguste-Louis, qui suit.
- Henriette-Sophie-Marie-Louise-Pauline (1821 - 1912), mariée le 7 août 1849 avec Alfred Rollé de Baudreville, capitaine de chasseurs à cheval.
- Adolphe-François-Henri (Gerstheim; 1825 - Nancy; 1897), marié le 5 mai 1863 à Nancy avec Françoise-Elisabeth-Charlotte (Nancy; 1835 - 1909), fille de Pierre Louis Georges Adolphe du Prel d’Erpeldange, baron, colonel du 5e régiment de hussards (de France), et de Thérèse Charlotte Le Bègue de Bayecourt de Girmont; dont il eut :
  - Louise-Jeanne-Marie (Nancy; 1864 - nancy; 1888), mariée le 3 mai 1888 à Jean-Baptiste de Lamirault, comte, Lieutenant-colonel commandant le 51e régiment d'infanterie territoriale et officier de la Légion d’honneur.
  - Paul-Marie-Alphonse (Nancy; 1866 - Alizay; 1925), marié le 29 janvier 1894 à Gabrielle-Louise-Marie (Caen; 1870 - Alizay; 1938), fille de Gabriel de Vaugirard, comte, chef d’escadron de cavalerie et chevalier de la Légion d’honneur, et de Marie-Sophie-Caroline de Joybert; dont il eut :
    - Elisabeth-Marie-Paule (Saint-Victor-d’Epine; 1895 - Alizay; 1951), mariée le 22 novembre 1921 à Alizay avec Arthur-Armand-Henri de Tessières de La Bertinie (Argillières; 1891 - Dijon; 1971), vicomte.
    - Marie-Thérèse-Gabrielle (Saint-Victor-d'Epine; 1896 - Lourdes; 1963), religieuse.
    - Geneviève-Jeanne-Marie (Saint-Victor-d'Epine; 1898 - Annecy; 1973), mariée le 20 juillet 1925 à Alizay avec René-Marie-Charles Housard de Potterie (1886 - Nancy ; 1968).
    - Henriette-Gabrielle (Romilly-sur-Andelle; 1901 - ), morte en bas âge.
    - Jeanne-Marie (Romilly-sur-Andelle; 1901 - ), jumelle de la précédente et morte en bas âge.
    - Henri-François-Marie (Alizay ; 1907 - Paris; 1968), directeur de société. Marié le 12 février 1938 à Paris avec Madeleine-Françoise Colledu, d'où descendance. Remarié le 29 mai 1964 à Paris avec Caroline Schmitt[4].
    - Louis-Marie-Joseph (Alizay; 1915 - Vergt; 1944), FFI Groupe Marianne, mort pour la France le 22 juin 1944[5]. Marié à Marguerite Marie Beaugier, d'où descendance[6].

VII. Maximilien-Auguste-Louis de Kesling de Berg (Gerstheim; 1820 - 1891), conseiller à la cour d’appel et juge à Strasbourg (Alsace) et Mulhouse (Alsace). Marié le 28 avril 1856 à Bar-le-Duc avec Alix, chanoinesse honoraire de l’ordre royal et chapitral de Sainte Thérèse de Bavière, fille de Maurice Gosse de Serlay, chevalier de Serlay et de l'Empire, officier de la Légion d’honneur, chevalier de Saint-Louis, chef d’escadron aux cuirassiers de la Reine et de Condé et sous-intendant militaire de 1re classe, et de Jeanne-Charlotte Drouhot, dont il eut :
- Anne-Marie-Louis-Adrien, qui suit ;
- Marie-Oscar (1860 - ), marié le 14 octobre 1891 à Marie-Claude-Nathalie, fille de N. Durand de Villers, conservateur des forêts ;
- Marie-Maurice (1869; Mulhouse - )

VIII. Anne-Marie-Louis-Adrien de Kesling de Berg (Bar-le-Duc; 1857 - Chambéry; 1944), baron et lieutenant-colonel de cavalerie. Marié le 8 septembre 1885 à Vernoux-en-Vivarais avec Louise (Cornas; 1861 - ), fille de Jules Sonier de Lubac, sous-préfet de Boussac, conseiller général de l'Ardèche, maire de Cornas, littérateur, historien et propriétaire, et d’Eugénie Passerat de Silans, dont il eut :
- Marie-Thérèse (Chambéry; 1888 - Nice; 1978), mariée le 1er mars 1920 à Chambéry avec Jean-Joseph Boissarie, secrétaire général de la compagnie d’assurance l’UNION, officier de marine, officier de la Légion d’honneur, et chevalier de l'Ordre de Saint-Grégoire-le-Grand.
- Marie-Louis, qui suit.

IX. Marie-Louis de Kesling de Berg (Tarascon; 1889 - Chambéry; 1960), baron, chevalier de la Légion d’honneur et ancien officier. Marié le 11 mai 1926 à Grenoble avec Germaine Le Roy d’Amigny (Grenoble; 1902 - ), d'où descendance,

## Personnalités
- Charles-Louis de Kesling (1763-1843), chambellan royal, grand-écuyer (1799-1843) et conseiller du roi de Bavière, citoyen d'honneur de la ville de Nuremberg (1823), seigneur de Wildenberg (Niederbayern), membre de la délégation bavaroise au congrès de Vienne, chevalier de Malte, grand-croix des ordres de Bavière, de Saxe, de Bade, d'Autriche et de Grèce.
- Alfred de Kesling (1854-1929), generalleutnant de l'armée de Bavière et oberleutnant de l'Hartschier (de), la garde du roi de Bavière.

## Alliances
Les principales alliances de la famille de Kesling sont : von Gemmingen, von Reitzenstein, von Gossen, von Bettendorf, von Wangenheim, von Glauburg, von Gemmingen-Guttenberg, von Redwitz, de Bancalis de Pruynes, von Perfall, Rollé de Baudreville, du Prel d'Erpeldange, de Lamirault, de Vaugirard, de Tessières de La Bertinie, Housard de Potterie, Gosse de Serlay, Durand de Villers, Sonier de Lubac, Le Roy d'Amigny, Arminjon, etc.